# ドイツ移民法
ドイツ移民法（国籍法）
2000年1月より、ドイツは従来の血統主義に基づく移民法を改正して出生地主義を導入した。
法律改正の具体的な内容は、ドイツに永住意志のある外国の両親を持つ子供でドイツで生まれた者は、出生と同時に両親の国籍（例えばトルコ国籍）と同時にドイツ国籍も自動的に付与される、というものである。なお血統主義を放棄したわけでなく、両親のいずれかがドイツ国籍の場合は、出世地にかかわらずドイツ国籍が付与されることは変更されていない。
1998年に誕生したRot-Grüne Koalition(赤と緑の連立）は、この法案に関しては、当初、ドイツの定住外国人に二重国籍を認める方針だったが、野党であるCDU/CSU（キリスト教民主・社会同盟）が反対し、法案の修正がなされた。結果として、二重国籍は認めるものの、23歳までに1つの国籍を選択しなければならなくなった。
この背景には、ドイツ人の間で高まる外国人に対する不安感の増大があり、実際にこの法案の修正には、多数の（狭義の）ドイツ人の反対署名運動があった。（参照：並立社会=Parallelgesellschaft)